# Provincie Ečizen

Mapa japonských provincií se zvýrazněnou provincií Ečizen

Provincie Ečizen (japonsky: 越前国; Ečizen no kuni) byla stará japonská provincie ležící na pobřeží Japonského moře. Sousedila s provinciemi Kaga, Hida, Mino, Ómi a Wakasa. Na jejím území se dnes rozkládá severní část prefektury Fukui.
Ečizen proslavil zdejší tradičně vyráběný papír waši. Už v textu z roku 774 je zmínka o waši vyráběném v této oblasti. Waši z Ečizenu je dodnes nejběžnější tradiční papír prodávaný v Japonsku. Ečizen je rovněž známý zde vyráběnou kvalitní keramikou.